# Hartmannswillerkopf
Hartmannswillerkopf, ook wel bekend onder de naam Vieil Armand, is een berg in de Vogezen in het zuiden van de Elzas. De piek van de berg ligt op 956 meter boven de zeespiegel en naar het oosten heeft de bezoeker een vrij uitzicht over de vallei van de Rijn. Bij Hartmannswillerkopf werd tijdens de Eerste Wereldoorlog zwaar gevochten. De strijd tussen het Duitse en Franse leger leidde tot een loopgravenoorlog. Restanten van deze loopgraven en versterkingen zijn op deze locatie nog aanwezig.

## Ligging
De berg is een onderdeel van de Vogezen en ligt op circa 9 kilometer van Cernay en circa 24 kilometer ten noordwesten van de Franse stad Mulhouse. De plaats is te bereiken via de Route des Crêtes. Deze weg verbindt in de richting noord-zuid alle hoogten van het massief van de Vogezen. De weg werd in 1914 door het Franse leger aangelegd en diende voor de bevoorrading van de troepen tijdens de Eerste Wereldoorlog.

## Gevechten
Na de Frans-Duitse Oorlog van 1870 was de Elzas in Duitse handen gekomen. In 1914 poogde het Franse leger de Elzas te heroveren, maar slaagde hierin slechts gedeeltelijk. Op de berg vonden de eerste schermutselingen plaats in december 1914. Patrouilles troffen elkaar op de berg en schotenwisselingen volgden. De zwaarste gevechten vonden plaats op 19 en 20 januari, 26 maart, 25 en 26 april en 21 en 22 december 1915. Het Duitse leger hield stand met een statische loopgravenoorlog als resultaat.
In de gevechten in de Elzas kwamen zo'n 30.000 militairen om het leven, waarvan de meerderheid Fransen. Na 18 maanden felle strijd verschoof het zwaartepunt van de gevechten naar het noordwesten van Frankrijk. In de Elzas bleven net voldoende soldaten achter om de status quo te handhaven. In de twee jaren werden de stellingen op de berg verstevigd. Diverse loopgraven en bunkers zijn in goede staat achtergebleven. Het front bleef gedurende de rest van de oorlog stabiel al zijn de stellingen herhaaldelijk beschoten met artillerie.

## Nationaal monument
Het gebied is tot nationaal monument verklaard. Op de plaats van de gevechten ligt een herdenkingskapel, een militaire begraafplaats en verder naar het oosten zijn de stellingen waar in de Eerste Wereldoorlog is gevochten. Diverse loopgraven en bunkers zijn nog redelijk intact aanwezig. Op het terrein zijn diverse looproutes uitgezet die langs de belangrijkste punten lopen.

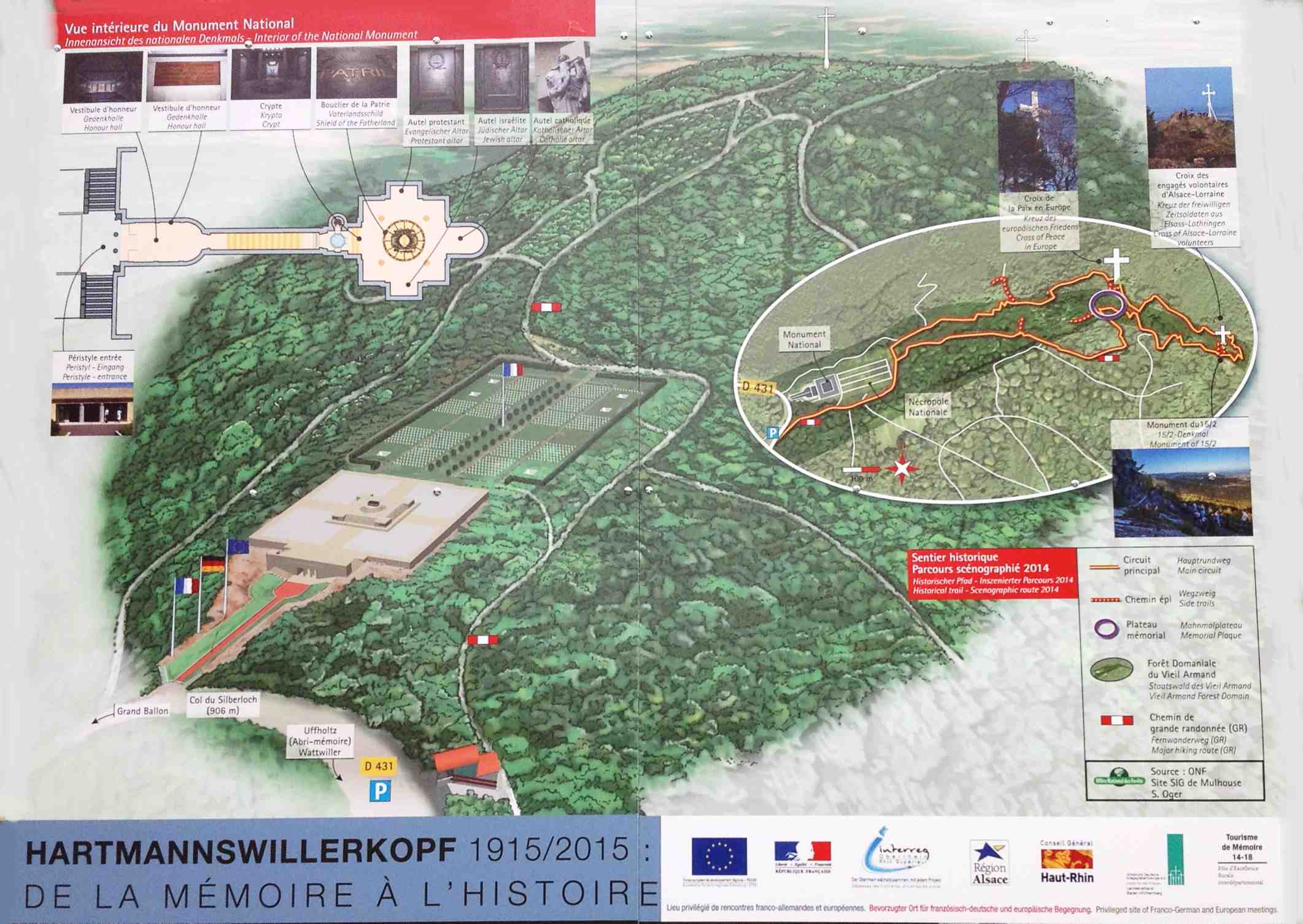
Kaart Hartmannswillerkopf
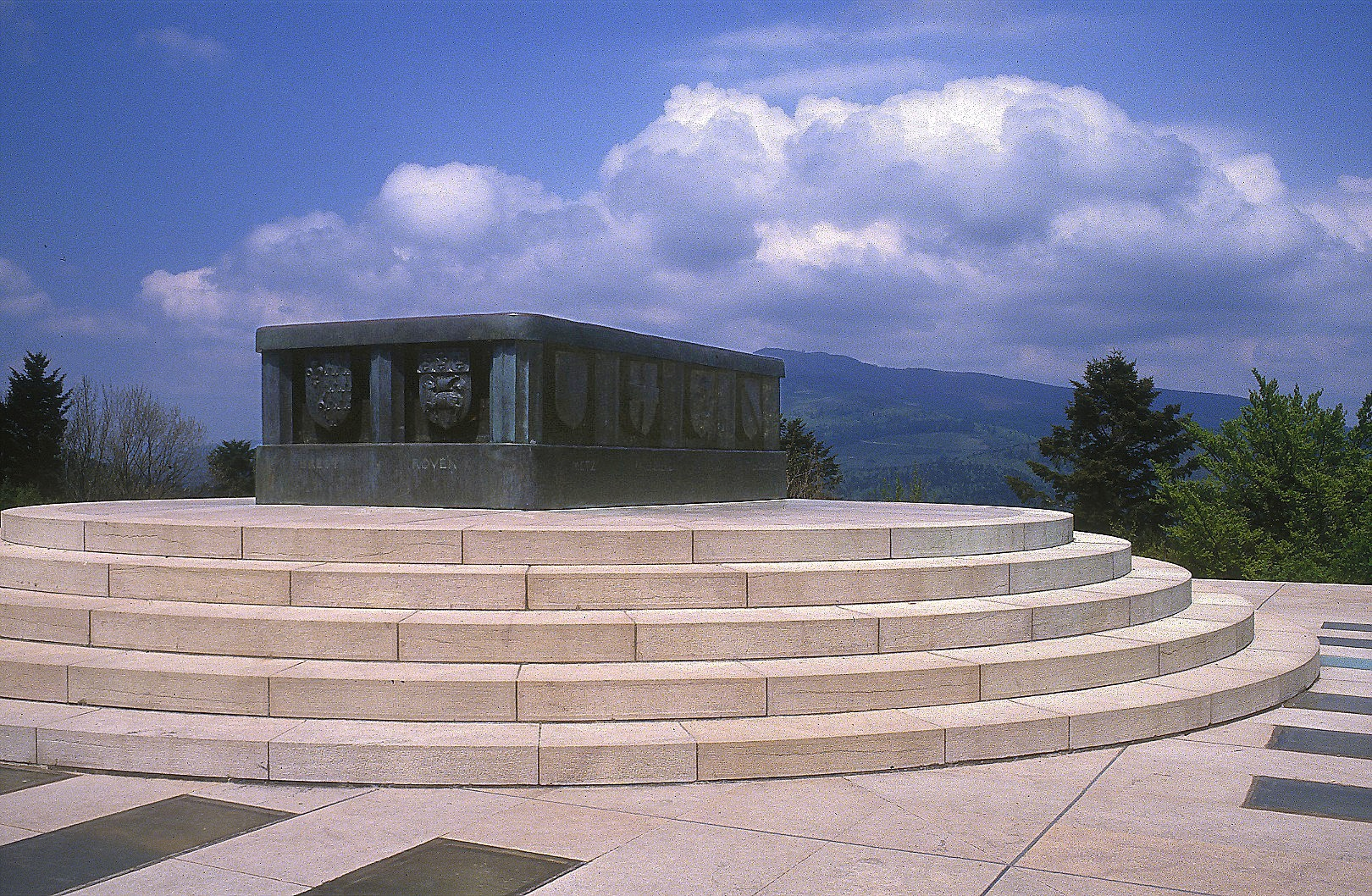
Nationaal monument
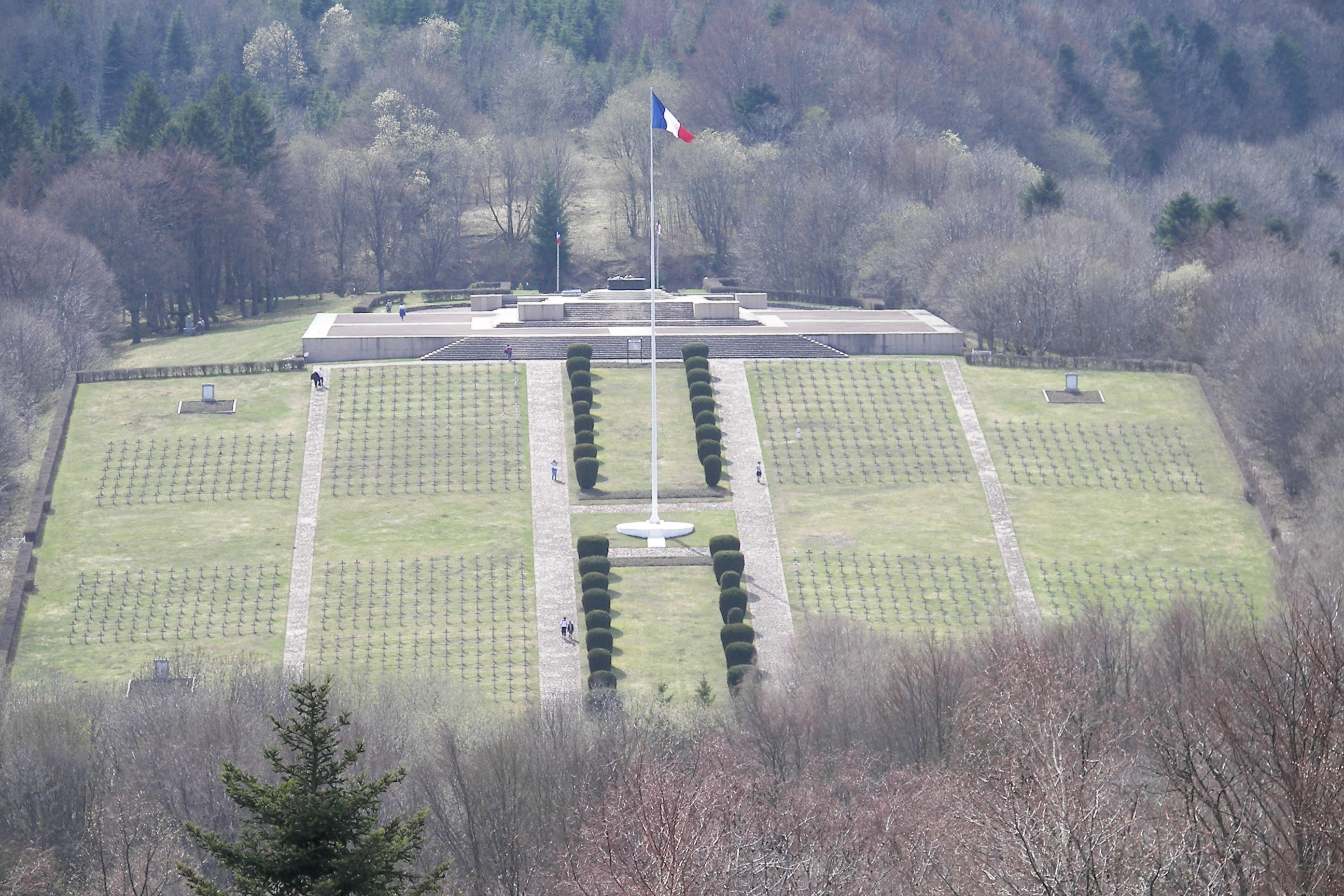
Militaire begraafplaats
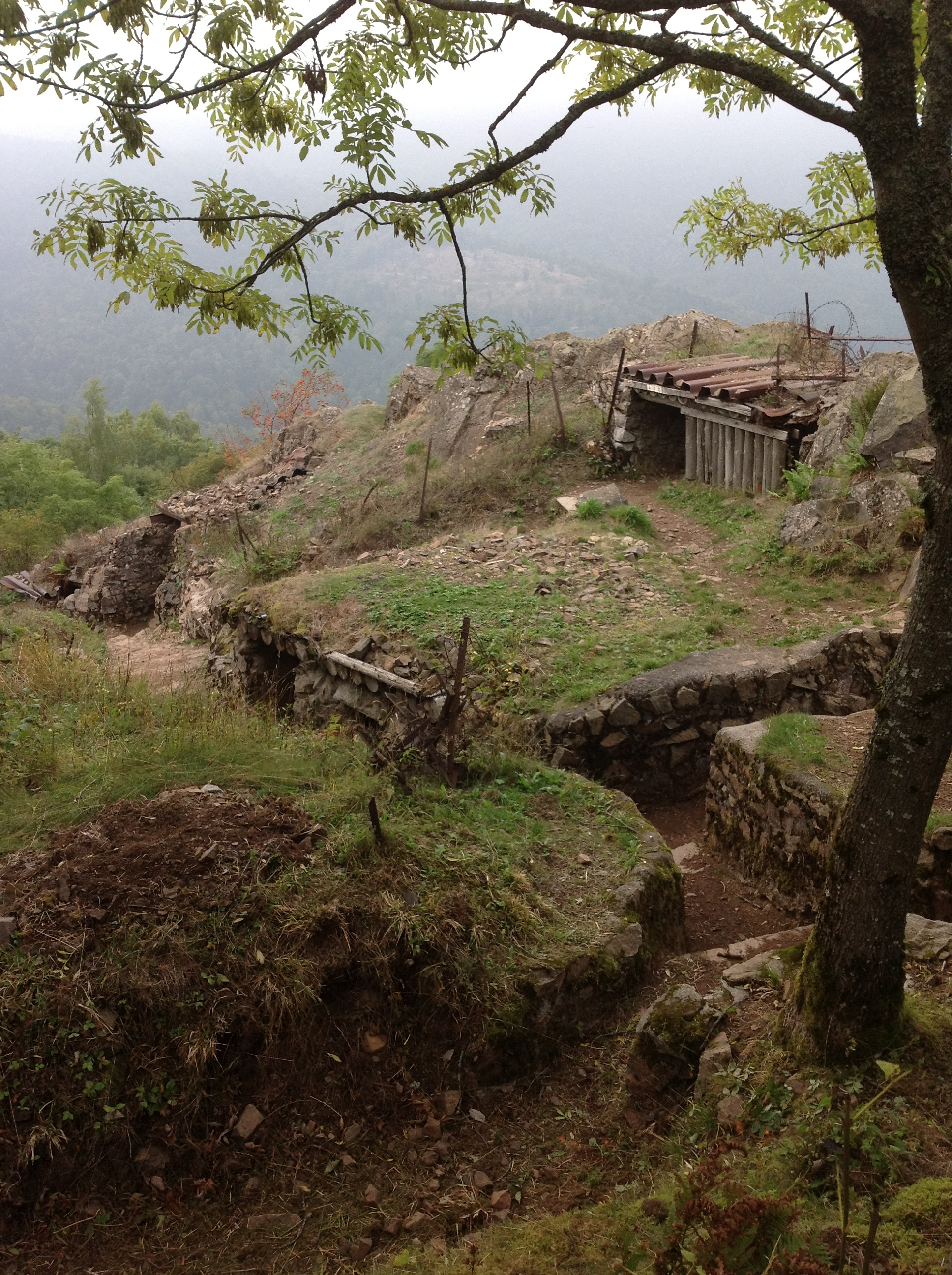
Franse versterking en loopgraven